# Peter Kimlin

a Compétitions nationales et continentales officielles uniquement.

b Matchs officiels uniquement.
Dernière mise à jour le 18 janvier 2018.
Peter Kimlin, né le 11 juillet 1985 à Canberra (Australie), est un joueur international australien de rugby à XV jouant au poste de troisième ligne aile ou deuxième ligne.
Après une carrière en Australie, notamment en Super Rugby avec la franchise des Brumbies, puis un court passage en Angleterre chez les Exeter Chiefs, il rejoint en 2013 le club français du FC Grenoble.

## Biographie
Peter Kimlin remporte en 2005 l'ACTRU Premier Division avec son club des Western Districts Lions, ainsi que l'édition 2006 de l'Australian Rugby Shield au sein d'un groupe représentant l'ACT ainsi que la partie sud des Nouvelles-Galles du Sud. Il participe également à l'unique édition de l'Australian Rugby Championship en 2007 avec les Canberra Vikings.
Peter Kimlin fait ses débuts avec la province des Brumbies lors du tournoi 2007 du Super 14 après avoir fait ses marques[évasif] au sein des diverses sélections junior de l'Australian Capital Territory.  Titulaire depuis 2008 aux côtés de Mark Chisholm, il obtient sa première sélection (non officielle) avec les Wallabies en 2008 lors d'une rencontre face aux Barbarians. Il est encore une fois appelé par Robbie Deans en juin 2009 et participe à ses deux premières rencontres officielles face à l'Italie.
Avec les Brumbies, il dispute un match face aux Lions britanniques et irlandais lors de la tournée de ces derniers en Australie, rencontre où il est désigné capitaine et remportée 14 à 12 par les Brumbies. Peu après, en août, il participe à la finale du Super Rugby, perdue 27 à 22 face à la franchise néo-zélandaise des Chiefs. En avril 2013, Grenoble officialise l'arrivée de deux Australiens, le pilier Dan Palmer et Peter Kimlin. En 2017, il quitte le FCG et rejoint le club japonais des Toyota Industries Shuttles évoluant en Top League

## Palmarès
- Vainqueur de l'Australian Rugby Shield : 2006 (avec les ACT & Southern NSW Vikings)
- Vainqueur de la ACTRU Premier Division : 2005
- Finaliste Super 15 : 2013 (avec les Brumbies)